# Pico Starbuck
El pico Starbuck (en inglés: Starbuck Peak) es un pico de 1435 m s. n. m. y se ubica entre las cabezas del glaciar Risting y el glaciar Harmer en la parte sur de Georgia del Sur, un territorio ubicado en el océano Atlántico Sur, cuya soberanía está en disputa entre el Reino Unido el cual las administra como territorio británico de ultramar de las Islas Georgias del Sur y Sandwich del Sur, y la República Argentina que las integra al departamento Islas del Atlántico Sur, dentro de la provincia de Tierra del Fuego, Antártida e Islas del Atlántico Sur. Fue encuestado por la South Georgia Survey en el período 1951-1957, y nombrado por el Comité Antártico de Lugares Geográficos del Reino Unido (UK-APC) por Alexander Starbuck, un historiador ballenero estadounidense, autor de un libro sobre la historia de los balleneros estadounidenses en 1876.